# Sânpetru Mare
Sânpetru Mare (en hongrois : Nagyszentpéter, en allemand : Großsanktpeter) est une commune du județ de Timiș en Roumanie.